# Lepania cascada
Lepania cascada är en nattsländeart som beskrevs av Ross 1941. Lepania cascada ingår i släktet Lepania och familjen grusrörsnattsländor. Inga underarter finns listade i Catalogue of Life.